# Alexander Kerst
 (avril 2023).
Si vous disposez d'ouvrages ou d'articles de référence ou si vous connaissez des sites web de qualité traitant du thème abordé ici, merci de compléter l'article en donnant les références utiles à sa vérifiabilité et en les liant à la section « Notes et références ».
Friedrich Alexander Kerst (né le 23 février 1924 à Kralupy nad Vltavou, mort le 9 décembre 2010 à Munich) est un acteur autrichien.

## Biographie
Alexander Kerst apprend l'art dramatique au Max Reinhardt Seminar à Vienne, auprès de Fred Liewehr. Après des premiers engagements au Burgtheater et au Volkstheater à Vienne, il se rend en 1954 après Kassel et Wuppertal au Kammerspiele de Munich où il est membre de l’ensemble de 1957 à 1960.
Suivi par d'autres engagements sur les scènes de théâtre en Allemagne avec des metteurs en scène comme August Everding, Hans Schweikart, Karl-Heinz Stroux, Peter Beauvais, Hans Lietzau, Fritz Umgelter.
À Vienne, il fonde le Kleine Theater im Konzerthaus avec Helmut Qualtinger et Michael Kehlmann.
En 1952, il vient au cinéma et travaille avec des réalisateurs comme Robert Siodmak, John Frankenheimer et Frank Wisbar. Il tourne aussi pour la télévision avec des réalisateurs comme Falk Harnack, Rolf von Sydow, Michael Braun, Helmuth Ashley ou Jürgen Roland.
En plus du théâtre et des tournages, Alexander Kerst se consacre aux programmes de récitation et de lectures, avec des textes d'Erich Kästner, Ludwig Thoma, Ovide, Eduard Mörike et Friedrich Schiller, sur des scènes ou pour la Bayerischen Rundfunk, l'ORF et Carl Hanser Verlag.
Alexander Kerst est le cousin du chanteur lyrique Paul Wolfrum. Il est enterré au cimetière de Bogenhausen.

## Filmographie

### Cinéma
- 1952 : Abenteuer in Wien (de)
- 1953 : Flucht ins Schilf
- 1954 : Morgengrauen
- 1955 : Suchkind 312
- 1955 : Die Toteninsel
- 1955 : François le Rat
- 1956 : Geliebte Corinna
- 1956 : Beichtgeheimnis
- 1957 : Der Stern von Afrika
- 1958 : Madeleine Tel. 13 62 11
- 1959 : Chiens, à vous de crever !
- 1959 : Glück und Liebe in Monaco
- 1960 : Mein Schulfreund
- 1966 : Maigret fait mouche
- 1967 : Kurzer Prozess
- 1967 : 48 Stunden bis Acapulco
- 1980 : Warum die UFOs unseren Salat klauen
- 1982 : SAS à San Salvador
- 1985 : Mary Ward (de)
- 1985 : Le Pacte Holcroft

### Télévision
- 1955 : Falsch verbunden
- 1956 : Das Abschiedsgeschenk
- 1958 : Die Alkestiade
- 1958 : Stahlnetz : Das zwölfte Messer (de) (série)
- 1959 : Land, das meine Sprache spricht
- 1960 : Am grünen Strand der Spree : Preußisches Märchen
- 1960 : Fährten
- 1960 : Die eiskalte Nacht
- 1960 : Kopf in der Schlinge
- 1960 : Der Hauptmann von Köpenick
- 1960 : Der Groß-Cophta
- 1961 : Der Mann von drüben
- 1961 : Die Marquise von Arcis
- 1962 : Kaum zu glauben
- 1962 : Letzter Punkt der Tagesordnung
- 1963 : Der Mann aus England
- 1963 : Der Arme Bitos … oder Das Diner der Köpfe
- 1963 : Haus der Schönheit
- 1963 : Kommissar Freytag (série, un épisode)
- 1964 : Minna von Barnhelm
- 1964 : In der Sache J. Robert Oppenheimer
- 1964 : Katharina Knie
- 1964 : Gewagtes Spiel (série, 26 épisodes)
- 1964 : Legende einer Liebe
- 1964 : Sechs Stunden Angst
- 1964 : Sie werden sterben, Sire
- 1965 : Herodes und Marianne
- 1965 : Mademoiselle Löwenzorn
- 1966 : Ein idealer Gatte
- 1966 : Das Lächeln der Gioconda
- 1966 : Wechselkurs der Liebe
- 1966 : Die rote Rosa
- 1967 : Verräter (série, trois épisodes)
- 1967 : Das Kriminalmuseum – Die Kamera
- 1968 : Unwiederbringlich
- 1968 : Le comte Yoster a bien l'honneur  (un épisode)
- 1969 : Meine Frau erfährt kein Wort
- 1969 : Der Fall Liebknecht-Luxemburg
- 1969 : Zehn kleine Negerlein
- 1971 : Das Messer
- 1974 : Die Bettelprinzess
- 1974 : Tatort : Der Mann aus Zimmer 22
- 1975–1992 : Inspecteur Derrick (série, quatre épisodes)
- 1976 : Notarztwagen 7 (série, un épisode)
- 1977 : Tatort : Spätlese
- 1977 : Richelieu
- 1978–1984 : Le Renard (série, trois épisodes)
- 1979 : Esch oder Die Anarchie
- 1982 : Die Erbin (TV)
- 1982 : Der schwarze Bumerang (TV-Mehrteiler)
- 1982 : Ich hör’ so gern die Amseln singen
- 1982 : Mozart
- 1983 : Mich wundert, dass ich so fröhlich bin
- 1983 : Le Souffle de la guerre
- 1987 : Der Schatz des Kaisers
- 1987, 1989 : Das Erbe der Guldenburgs
- 1988 : Wiener Walzer
- 1989 : Roda Roda (série)
- 1991 : Der Meister des jüngsten Tages
- 1991 : Sehnsüchte oder Es ist alles unheimlich leicht
- 1991 : Intrigues impériales
- 1992 : Die Ringe des Saturn
- 1992 : Schloss Hohenstein – Irrwege zum Glück (série)
- 1993 : Clara
- 1995 : Anna – Im Banne des Bösen
- 1996 : Hallo, Onkel Doc! (série, un épisode)
- 1998 : La Tour secrète
- 1998 : Père et prêtre
- 2000 : Soko brigade des stups : La dernière chasse
- 2001 : Rosamunde Pilcher : Wind über dem Fluss
- 2005 : Die Patriarchin
- 2006 : Noces d'argent